# Lista de teólogos cristãos
Esta é uma lista de teólogos cristãos célebres. Eles estão listados por século. Se um teólogo particular viveu em dois séculos distintos, ele é listado no último século ou no século com o qual ele mais se identifica.

## Século I
- Tiago, o Justo († 62), Líder da igreja em Jerusalém
- São Pedro († 67), apóstolo
- Gamaliel, O Velho (9 - 50 AD)
- João o Evangelista
- Clemente de Roma (* 35 ou 50, † c. 96)
- Inácio de Antioquia (c. 35 ou 50 – entre 98 e 117)
- Paulo de Tarso (c. 3–66)
- Rabbi Hilel, O Ancião (um 60 v.Chr.–10 n.Chr.)
- Shamai (50 a.C. - 30 AD)

## Século II
- Aquiba, (um 50–ca. 135)
- Cláudio Apolinário (fl. c. 177)
- Apolônio de Éfeso (fl. c. 180 - c. 210)
- Aristides de Atenas (d. c. 133 ou fl. c. 140)
- Aristo de Pela (fl. c. 140)
- Atenágoras de Atenas (c. 133 - c. 190)
- Bardesanes de Edessa (154 - 222/3)
- Basílides (d. c. 132)
- Clemente de Alexandria (c. 150 - 211 ou 216)
- Dionísio de Corinto (fl. c. 171)
- Hegésipo (c. 110 - 180)
- Heracleon (fl. c. 175)
- Ireneu de Lião (d. c. 202)
- Justino Mártir (c. 110 - c. 165)
- Marcião de Sinope (c. 110 - c. 160)
- Melito de Sardes (d. c. 180)
- Panteno de Alexandria (d. c. 200)
- Papias de Hierápolis (70 - 155? AD)
- Policarpo de Esmirna (c. 69 – c. 155)
- Ptolomeu (fl. c. 180?)
- Quadrado de Atenas (fl. 124/125)
- Serapião de Antioquia (d. 211)
- Tertuliano (c. 160 - c. 220)
- Valentim (c. 100 - c.160)

## Século III
- Antônio, o Grande (c. 251–356), anacoreta
- Caio, Presbítero de Roma (início do século III)
- Cipriano de Cartago (200 - d. 258)
- Dionísio de Alexandria (c232 - d. 265)
- Gregório Taumaturgo (c. 213 - c. 270)
- Hipólito de Roma (c. 170 - c. 236)
- Lactâncio (c. 240 - c. 320)
- Luciano de Antioquia (c. 240 - 312)
- Minucius Felix (século II ou III)
- Metódio de Olimpo (d. c. 311)
- Novaciano, antipapa (c. 200 - 258)
- Orígenes de Alexandria (c. 184 - 254)
- Ósio de Córdoba (um 257–357/358)
- Paulo de Samósata (c. 200 - c. 275)
- Sabélio (fl. c. 215)

## Século IV
- Alexandre de Alexandria († 327)
- Ambrósio de Milão (337/340 - 397)
- Apolinário de Laodiceia ( c.310 –  c.390)
- Arnóbio de Sica (d. c. 330)
- Atanásio de Alexandria (296-373)
- Aurélio de Cartago († c.430)
- Basílio de Cesareia (ca. 330-379)
- Benedito de Núrsia ( c.480–547), eremita
- Boécio (475/480–524/525), filósofo e estadista romano
- Cirilo de Jerusalém ( c.315–386), doutor da Igreja
- Dídimo, o Cego (310/313– c.398)
- Euquério de Lião († 450), santo
- Eusébio de Emesa (vor 341–360), teólogo
- Eusébio de Nicomédia († 341)
- Evágrio de Antioquia († 392/93)
- Filipe de Side ( c.380– c.431)
- Gregório de Elvira († nach 392)
- Gregório de Níssa (ca. 330 - ca. 395)
- Gregório Nazianzeno (329-389)
- Hilário de Poitiers ( c.315–367), doutor da Igreja
- João Crisóstomo (347-407)
- Nemésio de Emesa († c.400)
- Rufino de Aquileia ( c.345–411/412)
- Teodoro de Mopsuéstia (350–428/429)

## Século V
- Agostinho (354 - 430)
- Leão Magno (papa) (c. 440–461), papa, doutor da Igreja
- Jerônimo (c. 347 - 420)

## Século VI
- Dionísio, o Areopagita (c. 500)
- Gregório Magno (papa) (c. 540–604), papa, doutor da Igreja
- Máximo, o Confessor (um 580–662), doutor da Igreja.

## Século VII
- Beda, O Venerável (c. 673–735), doutor da Igreja
- João Damasceno (c. 650–749), doutor da Igreja

## Século VIII
- Bento de Aniane (c. 750–821)
- Rabano Mauro (c. 780–856)

## Século IX
- Godescalco de Orbais (c. 803–c. 869), teólogo saxão
- João Escoto Erígena (810 - 877)
- Rodolfo de Fulda (c. 800–865), historiador eclesiástico

## Século X
- Burcardo de Worms (c. 965–1025), canonista
- Notker, o Gago (950–1022), beato, poeta e compositor alemão

## Século XI
- Anselmo de Cantuária (1033 - 1109)
- Ivo de Chartres (c. 1040–1116), canonista
- Raschi (Rabbi Schelomo ben Jizchak) (1040–1105)

## Século XII
- Bernardo de Claraval (1090 - 1153)
- Hildegarda de Bingen (1098–1179)
- Norberto de Xanten (1082–1134)
- Pedro Abelardo (1079-1142)

## Século XIII
- Alberto Magno (c.1200 - 1280)
- Tomás de Aquino (1224 - 1274)

## Século XIV
- Duns Scot (1265? - 1308?)
- Mestre Eckhart (1260 - 1328)
- John Wycliffe (1328-1384)

## Século XV
- João Huss (13?? - 1415)
- Thomás de Kempis (1380 - 1471)
- Nicolau de Cusa (1401 - 1464)

## Século XVI
- Alexander Alesius (1500-1565)
- Heinrich Bullinger (1504-1575)
- Theodore Beza (1519-1605)
- João Calvino (1509-1564)
- Thomas Cranmer (1489-1556)
- Erasmo (1469-1536)
- Richard Hooker (1554-1600)
- John Knox (c. 1513-1572)
- Inácio de Loyola (c. 1491-1556)
- Martinho Lutero (1483-1546)
- Felipe Melanchthon (1497-1560)
- Francisco de Vitória (1483-1512]]
- Ulrico Zuínglio (1484-1531)

## Século XVII
- Jacobus Arminius (1560-1609)
- Richard Baxter (1615-1691)
- Jakob Boehme (1575-1624)
- Zachary Boyd (1585-1653)
- Owen Feltham (c. 1602-1668)
- John Flavel (1627-1691)
- George Fox (1624-1691)
- Hugo Grotius (1583-1645)
- John Owen (1616-1683)
- Anton Praetorius (1560-1613)
- Francisco Turretini (1623-1687)
- Fernando Martins de Mascarenhas (1548 - 1628)

## Século XVIII
- George Bull (1634-1710)
- Thomas Burnet (1635?-1715)
- Wiliian Law (1686-1761)
- Jonathan Edwards (1703-1758)
- John Fletcher (1729-1785)
- John Gill (1697-1771)
- Immanuel Kant (1724–1804)
- Philipp Jakob Spener (1635-1705)
- Emanuel Swedenborg (1688-1772)
- Charles Wesley (1707-1788)
- John Wesley (1703-1791)
- George Whitefield (1774-1770)

## Século XIX
- Archibald Alexander (1772-1851)
- William Booth (1829-1912)
- Adam Clarke (1762-1832)
- Charles Finney (1792-1875)
- Charles Hodge (1797-1878)
- Søren Kierkegaard (1813-1855)
- Dwight L. Moody (1837-1899)
- J. C. Ryle (1816-1900)
- John Henry Newman (1801-1890)
- Philip Schaff (1819-1893)
- Friedrich Schleiermacher (1768-1834)
- Charles Haddon Spurgeon (1834–1892)
- Christian Hermann Weisse (1801-1866)
- G. H. Pember (1837-1910)
- Ellen White (1827-1915)

## Século XX
- A. W. Pink (1886-1952)
- Romano Guardini (1885-1968)
- Hans Urs von Balthasar (1905-1988)
- A. W. Tozer (1897-1963)
- Karl Barth (1886-1968)
- Louis Berkhof (1873-1957)
- Leonard Ravenhill (1907-1994)
- David Wilkerson (1931-2011)
- Dietrich Bonhoeffer (1906-1945)
- F.F. Bruce (1910-1990)
- Rudolf Karl Bultmann (1884-1976)
- Marie-Dominique Chenu (1895-1990)
- John B. Cobb (1925– )
- Yves Congar (1904-1995)
- Oscar Cullmann (1902-1999)
- Dorothy Day (1897—1980)
- Hans Wilhelm Frei (1922-1988)
- Gustavo Gutiérrez (1928– )
- Adolf von Harnack (1851-1930)
- Hans Küng (1928-2021)
- Abraham Kuyper (1837-1920)
- C.S. Lewis (1898-1963)
- G. K. Chesterton (1874-1936)
- Bernard Lonergan (1904-1984)
- Henri de Lubac (1896-1991)
- Thomas Merton (1915-1968)
- Johann Baptist Metz (1928-2019)
- John Murray (1898-1975)
- Reinhold Niebuhr (1892-1971)
- Rudolf Otto (1869-1937)
- J. I. Packer (1926-2020)
- Karl Rahner (1904-1984)
- Franz Rosenzweig (1886-1929)
- Francis Schaeffer (1912-1984)
- Albert Schweitzer (1875-1965)
- Albert Benjamin Simpson (1843-1919)
- John Stott (1921-2011)
- Paul Tillich (1886-1965)
- Cornelius Van Til (1895-1987)
- B. B. Warfield (1851-1921)
- Ioannis Zizioulas (1931-2023)
- Karol Wojtyła (Papa João Paulo II) (1920-2005)

## Século XXI
- Alister McGrath
- Billy Graham (1918-2018)
- Clark Pinnock
- D. A. Carson  (1946-  )
- Daniel Bernardo Marins Ouriques da Cunha
- Edward Schillebeeckx (1914-2009)
- Frei Betto
- Gustavo Gutierrez
- João Batista Libânio (1932-2014)
- Jorge Teixeira da Cunha
- John Stott (1921-2011)
- John Piper (1946- )
- Leonardo Boff
- Marcella Althaus-Reid
- Norman Geisler
- Joseph Ratzinger (Papa Bento XVI) (1927-2022)
- Paul Washer (1961- )
- R. C. Sproul (1939-2017)
- Rubem Alves (1933-2014)
- Russell Shedd (1929-2016)
- Stanley Hauerwas (1940- )
- Scott Hahn (1957 -)
- Tim Keller (1950 - 2023)
- William Lane Craig (1949- )
- Wolfhart Pannenberg (1928-2014)
- Wayne Grudem (1948- )